# Virninnippa
Virninnippa är en bergstopp i Finland. Den ligger i Enontekis i landskapet Lappland, i den norra delen av landet, 1 000 km norr om huvudstaden Helsingfors. Toppen på Virninnippa är 820 meter över havet.
Terrängen runt Virninnippa är kuperad västerut, men österut är den platt.  Trakten runt Virninnippa är nära nog obefolkad, med mindre än två invånare per kvadratkilometer. Det finns inga samhällen i närheten. Omgivningarna runt Virninnippa är i huvudsak ett öppet busklandskap.